# Gargara opaca
Gargara opaca är en insektsart som beskrevs av William D. Funkhouser 1938. Gargara opaca ingår i släktet Gargara och familjen hornstritar. Inga underarter finns listade i Catalogue of Life.